# Casimir II de Cieszyn
Casimir II de Cieszyn (polonais : Kazimierz II cieszyński, tchèque : Kazimír II. Těšínský, allemand : Kasimir II. von Teschen) (né vers 1449 – mort le 13 décembre 1528) fut seul duc de Cieszyn à partir de 1477, il règne sur Koźle entre 1479 et 1509, et sur Wołów à partir de 1493, sur Pszczyna entre 1498 et 1517, à partir de 1506 sur Opava, et duc de Głogów, à titre viager, à partir de 1506. Il est également Landeshauptmann Général de Silésie pendant les périodes 1497–1504 et 1507–1517, et de 1517 jusqu'à sa mort, Landeshauptmann de Haute Silésie.

## Origine
Casimir II est l'ainé des enfants et seul fils  de Bolesław II, duc de Cieszyn et de son épouse Anna, fille de Ivan Vladimirovich, prince de Bielsk de la lignée de Gediminas. Après la disparition prématurée de son père en 1452, Casimir II est élevé par son oncle Przemysław II, qui lui attribue comme fief en 1460 Bielsko et les villages environnants alors qu'il n'a que onze ans.

## Biographie

### Premières années
La première mention de Casimir II intervient en 1471, lorsqu'il accompagne le 27 juillet de Cracovie à Prague le nouveau roi de Bohême Vladislas IV de Bohême et qu'il le soutient dans ses conflits avec la noblesse locale. Quatre ans après en 1475, Casimir II assiste au mariage de la princesse Hedwige de Pologne, sœur du roi de Bohême et fille de Casimir IV de Pologne, avec le duc Georges de Bavière-Landshut. Lorsque Przemysław II meurt en 1477, Casimir II est déjà un habile politique et il peut prendre le contrôle de la totalité du duché de Cieszyn sans avoir la contrainte d'une corégence car tous ses oncles sont morts sans laisser d'héritier mâle. Cependant, Casimir II ne dispose pas du pouvoir sur la moitié de Głogów, que détient théoriquement comme douaire Oprawa wdowia Marguerite de Cilley, veuve de son oncle Władysław.
De facto cette partie du duché est entre les mains du roi Matthias Corvin de Hongrie prétendant au trône de Bohême. Malgré les revendications de Jean II le Fou soutenu par le roi Matthias, Casimir II réussit à obtenir d'être désigné par le Conseil de la Cité de Głogów comme le « Gardien » de Margueritte. Ce succès est de courte durée car le 8 octobre 1478, les armées de Casimir II sont vaincues à Krosno Odrzańskie par les troupes de Jean II. Malgré cette défaite Casimir II maintient ses prétentions et commence des négociations avec le roi Matthias qui occupe la Silésie. Lors de la Paix d'Olomouc le 10 octobre 1479, le duc de Cieszyn conserve ses domaines mais doit abandonner ses revendications contre le versement d'une somme de 2,000 florins polonais. Casimir II est alors admis à rendre l'Hommage au roi le 12 aout de la même année à Olomouc.

### Règne
Malgré l'abandon formel de ses prétentions Basse Silésie, Casimir II ne renonce pas à ses ambitions, et en 1480 il obtient Pszczyna après son mariage avec Johanna, fille de Wiktoryn de Poděbrady, duc d'Opava bien qu'il ne puisse pas obtenir la possession effective de ce domaine avant 1498, il s'agit d'un pas important dans ses plans pour reprendre Głogów, toujours gouverné par Jean II. Une autre défaite lors de  la bataille Góra, oblige Casimir II d'accepter définitivement l'abandon du territoire disputé le 7 juin 1481.
Au cours des années suivantes il demeure un fidèle du roi Vladislav de Bohême. Lorsque ce dernier succède à Matthias Corvin comme roi de Hongrie en 1490, Casimir II est  nommé Starost Général de Haute Silésie. Pendant son gouvernement de la région il doit faire face au conflit entre les deux frères corégents d'Opole Jean II le Bon et Nicolas II de Niemodlin. Afin de régler le contentieux une réunion est organisée en 1497 à Nysa, en présence de Victor de Poděbrady duc d'Opava, le beau-père de Casimir II, de Henri Ier de Poděbrady Duc de Münstenberg et de l'évêque de Wrocław, Jean IV Roth. Pendant la réunion Nicholas II tente de poignarder le duc de Cieszyn et l'évêque Roth. Bien que l'action échoue et malgré les protestations des nobles et des parents de Nicolas Casimir II prononce à l'encontre de dernier une sentence de mort et il est décapité le 27 juin 1497 sur la place du marché de Nysa. À l'annonce de cette exécution le duc Jean II, prépare une expédition de représailles contre Cieszyn et le roi Vladislav de Bohême-Hongrie doit s'interposer entre les deux ducs.
En 1501 Casimir échoue à imposer son fils aîné Frédéric comme coadjuteur de l'évêque Jean IV Roth face à l'opposition du chapitre de la cathédrale de  Wrocław et en 1506 c'est un évêque hongrois, Jean V Thurzo de Bethenhfalva qui accède à l'évêché de Wrocław. Casimir II ne parvient pas non plus à mettre fin aux brigandages endémiques qui désolent la Silésie. Le duc Casimir II conserve toutefois son office jusqu'en 1504, quand le roi décide de le remplacer par son propre frère  Sigismond Jagellon. Toutefois quand ce même Sigismond hérite de la couronne de Pologne en 1506, après la mort de son autre frère Alexandre Ier Jagellon, la dignité de Starost est restituée à Casimir II qui conserve l'office jusqu'à sa mort.

### Dernières années
L'apogée de la carrière politique de Casimir II se situe en 1512 quand le roi Sigismond Ier de Pologne épouse sa nièce Barbara Zápolya († 1515). Le nouveau roi de Pologne donne à Casimir II le duché de Głogów à titre viager. le 6 janvier 1515 du droit de son épouse, il obtient également à titre viager le duché d'Opava, qui arrondit ses domaines avec la moitié de  Ścinawa (Wołów), qui lui avait été attribuée en 1493 mais devant faire face à des difficultés financières, il cède la cité de Pszczyna à un magnat hongrois Alexis Thurzo pour 40.000 florins.
Au cours de la décennie 1510, Casimir II est impliqué dans les intrigues liées à la  succession potentielle de Jean II d'Opole sans héritier direct, dont il avait fait exécuter le frère Nicholas II. Casimir II de Cieszyn apparait comme l'héritier présomptif lorsqu'il obtient la renonciation de Frédéric II de Legnica autre candidat au duché d'Opole. Malheureusement, Jean II d'Opole († 27 mars 1532), décide finalement de léguer son duché en 1506 à Georges de Brandebourg-Ansbach, duc de Krnov. Casimir II, avant son propre décès semble accepter le fait en cédant ses propres droits à ce même Georges lors des noces de son fils Venceslas II avec Anne la sœur de Georges. En 1527 Casimir II, comme représentant du roi de Bohême, se rend en Hongrie, où il tente sans succès d'intervenir comme médiateur entre les deux prétendants au trône, son neveu Jean Zápolya et Ferdinand de Habsbourg. Casimir II meurt le 13 décembre 1528. Le lieu de sa sépulture demeure conjectural à Cieszyn ou Opava ?

## Union et postérité et succession
Le 15 février 1480, Casimir II épouse Johanna (ca 1463 – 24 juillet 1496), fille de Wiktoryn de Poděbrady, duc d'Opava. Ils ont deux fils :
1. Frédéric (1480/83 – juin 1507).
2. Venceslas II (1488/96 – 17 novembre 1524).

Bien que Frédéric soit l'ainé de ses deux fils il était destiné à une carrière religieuse quand il meurt dès 1507. Le second fils, Venceslas II, qui devait assurer la succession de son père disparait en 1524 également avant le décès de son père. De ce fait, à sa  mort, Casimir II a comme successeur son petit-fils Wenceslaus III Adam, le seul fils posthume survivant de Venceslas II, sous la tutelle de sa mère Anne fille de Frédéric II de Brandebourg-Ansbach et de Johann Pernstein, pendant que le gouvernement de la Silésie est transféré à Charles Ier de Münsterberg-Œls.

## Sources
- (de) Cet article est partiellement ou en totalité issu de l’article de Wikipédia en allemand intitulé « Kasimir II. (Teschen) » (voir la liste des auteurs), édition du 31 août 2014.
- (en) & (de) Peter Truhart, Regents of Nations, K. G Saur Münich, 1984-1988 (ISBN 359810491X), Art. « Glogau (Pol. Głogów) + Freystadt, Gross-Glogau, Steinau », p.  2.450.
- (en) & (de) Peter Truhart, Regents of Nations, K. G Saur Münich, 1984-1988 (ISBN 359810491X), Art. « Teschen (Pol. Cieszyn) », p.  2.455.
- (de) Europäische Stammtafeln Vittorio Klostermann, Gmbh, Francfort-sur-le-Main, 2004  (ISBN 3465032926),  Die Herzoge von Auschwitz †1495/97, von Zator †1513 und von Tost †1464 sowie die Herzoge von Teschen 1315-1625 resp. 1653  des Stammes der Piasten  Volume III Tafel 16.
- (de) Historische Kommission für Schlesien (Hg.): Geschichte Schlesiens, Bd. 1, Sigmaringen 1988,  (ISBN 3-7995-6341-5), S. 190, 217, 223, 227f. und 229–234.
- (de) Joachim Bahlcke u. a.: Handbuch der historischen Stätten Böhmen und Mähren, Kröner-Verlag, Stuttgart 1998,  (ISBN 3-520-32901-8), S. 411f. und 491 sowie Stammtafeln auf S.598/599.
- (cs) Rudolf Žáček: Dějiny Slezska v datech. Praha 2004,  (ISBN 80-7277-172-8), S. 119, 124–126, 136, 419, 441 und 450.
- (de) Moritz Landwehr von Pragenau: Geschichte der Stadt Teschen. Würzburg 1976.
- (de) Gottlieb Biermann: Geschichte des Herzogthums Teschen. Verlag und Hofbuchhandlung Karl Prochaska. Teschen 1894.